# Лукий (апостол от 70)
Свято́й апо́стол Луки́й — апостол от семидесяти.
Имя Лукия (Луция) дважды встречается в книгах Нового Завета: в Апостольских Деяниях: «Бяху же неции во Антиохии пророци и учителие Варнавы… и Лукий Киринеянин» (XIII, 1) и в послании к Римлянам ап. Павел пишет: «Целует вас (Коринфян)… и Лукий, и Иасон, и Сосипатр, сродницы мои» (XVI, 21). Некоторые толкователи Священного Писания думают видеть среди Апостолов (из 70) двух с именем Лукия: одного — из Киринеи, учителя Антиохийской церкви и пророка (Деян. XIII, 1), а другого — в лице спутника и сродника св. ап. Павла (Римл. XVI, 21). Но нет оснований отделять Лукия, упоминаемого в Апостольских Деяниях от Лукия, сродника ап. Павла. (О разделении одного Лукия на двоих см. у Миня: Dictionnaire dc la Bible III, p. 238). Учёные, особенно протестантские, принимают Лукия, упоминаемого в Апостол. Деяниях и в послании к Римлянам за одно лицо с св. апостолом и евангелистом Лукою; но это неверно:
- во 1-х — евангелиста Луку нельзя признать за одно лицо с Лукием, потому что во время отправления из Коринфа послания к Римлянам, в котором ап. Павел приветствует Коринфян, между прочим, и от имени Лукия, не видно, чтобы ев. Лука в это время был в Коринфе при св. Павле, так как по книге Апостольских Деяний он (Лука) был в Филиппах (в Македонии), а не в Греции (в Коринфе), а до Коринфа сопровождали св. Павла другие спутники (см. Деян. XIX, 20; XX, 1—6);
- во 2-х — невероятно, чтобы св. евангелист Лука, весьма скромный муж, тщательно скрывавший своё имя, даже и там, где он был и действовал (как напр. Лк. XXIV, 13—33), считавший себя в числе пророков и учителей Антиохийской церкви (Деян. XIII, 1) и повествуя о себе самом стал бы говорить в третьем лице, тогда как в таких случаях он (Лука) обыкновенно говорит: я (Лук. I, 3; Деян. I,), или мы (Деян. XVI, 10; XX, 6, 8, 13, 21; XXVII, 2 и др.; Herzog, Real-Encyclopadie. Zeller);
- в 3-х, — св. евангелист Лука родом был из Антиохии и стал спутником св. ап. Павла только с г. Троады в 2 Апостольское путешествие (то есть не ранее 50—51), тогда как Лукий стоял уже во главе Церкви Христовой в Антиохии лет за десять ранее сего (то есть 40—41 г.) и был родом из Киринеи, — главного города Ливии, в Северной Африке.
- Наконец, в 4-х, имя Лукий (или Луций) было в большом употреблении и едва ли Дееписатель (сам св. Лука) стал бы своё имя писать в сокращении (Лука вместо Лукий). Фаррар справедливо заметил, что предположение, чтобы Лукий (Луций) — одно и то же лицо с евангелистом Лукою, слишком безосновательно и не заслуживает опровержения (Жизнь св. ап. Павла, 1887, 222).

Церковное Предание (Дорофей и др.) ясно различает евангелиста Луку от Лукия (см. в списках 70 апостолов). Лука был епископ в Фивах (Виотии), а Лукий — в Лаодикии Сирской; память первого из них совершается 18 октября, а второго 10 сентября. В Церковной службе 70 Апостолам (4 янв.) отдельно прославляется и евангелист Лука: «Клеопа… Луку священными песньми, вернии, ублажим» (1-я стихира на Господи воззвах). «Пуда,.. Лукия,.. почтим честныя богопроповедники» (2-я стихира там же). И в других песнопениях евангелист Лука ясно отличается от ап. Лукия, так что нет основания в смешении (соединении) этих лиц в одно и то же (лицо). Об ап. Лукие остались краткие сведения в Новозаветных книгах (Деян. XIII, 1; Рим. XVI, 21) из коих видно, что он был рабом из г. Киринеи и от того был назван Киринеянином — и стоял во главе Антиохийской церкви, со времени её основания, вследствие чего он участвовал в посвящении св. Варнавы и Павла на проповедь среди язычников. «В Антиохии, в тамошней церкви были некоторые пророки и учители: Варнава и Симеон, нарицаемый Нигер, и Лукий Киринеянин… когда они служили Господу и постились, Дух святый сказал: отделите мне Варнаву и Савла на дело к которому Я призвал их. Тогда они, совершивши пост и молитву возложивши на них руки, отпустили» (Деян. XIII, 1—3). Нужно думать, что св. Лукий призван был к Христовой церкви ещё в праздник Пятидесятницы, в день сошествия Духа на Апостолов, так как, по заявлению евангелиста Луки среди видевших это дивное явление (событие) были из Египта, и странах Ливии, прилежащих к Киринее (Деян. II, 10). Вероятно, св. Лукий был начатком Церкви в Киринее и в течение нескольких лет (7—8) он был основательно посвящён в тайны Евангельского учения, а потому занимал видное место в Церкви Христовой. Лукий, по словам Дееписателя, был учитель и пророк. Точного различия между пророками и учителями в Священном Писании нигде ясно не показано, но в Апостольском веке эти дары вполне понимались и определялись (см. 1 Кор. XII, 28). Пророк стоял выше учителя, был сильней и непосредственно вдохновляем, говорил с более возвышенным авторитетом, но учитель, деятельность которого была более скромного характера, в великие моменты и под сильным влиянием духа, мог подниматься до силы пророчества, между тем как и пророки также могли при обыденных случаях исполнять обязанности учителей (Неандер, Фаррар, Жизнь св. ап. Павла, Спб., 1887, 928 стр. и др.). Неизвестна дальнейшая деятельность св. ап. Лукия. В «Постановлениях Апостольских» (VII, 46) Лукий именуется епископом города Кенхрей (Bibliotheca veterum patrum, Edit. Gollandii, Venetiis, 1767 an.). В списках 70 апостолов, приписываемых сщмч. Ипполиту, Лукий назван епископом Олимпиады, города Эллады (в Пелопоннесе) (Acta sanctorum Maii, t. IT, pag. 98. Parisiis. 1866 г.). По Римскому Мартирологу, Лукий был первым епископом Кирены и в это достоинство будто бы был поставлен самими апостолами (Liber IV, Cataloge. с. 136). Петр, епископ Эквилинский, пишет: "Лукий, епископ Киринейский, о котором св. Лука упоминает в 13 главе Апостольских Деяний поставленный апостолами первым в Кирене епископом, отличался замечательною святостью и ученостью. Почил он в мире накануне майских нонн (то есть накануне 7 мая) В подтверждение своих слов он ссылается на Мартиролог блаж. Иеронима (Acta sanctorum Maii). При таких разноречивых показаниях предания, нет никакой возможности установить какие либо твердые данные о личности и св. Лукия (Артоболевский, Первое путешествие св. ап. Павла, Сергиев Посад, 1900. 13 с.). В греческих Минеях (Синаксаре Никодима), а также и славянских св. Димитрия Ростовского помещены о св. Лукии весьма краткие сведения: «Лукий святый, его же Павел святый в Римской епистолии воспоминает, бысть епископ в Лаодикии Сирстей» (4 янв. с. 45). В Четьи Минее св. Димитрия, переведенной на русский язык Москва, 1900), почему то св. Лукий назван Лукою (хотя говорится в скобках — Лукий сентябрь, 10). В Синаксаре (Киев, 1874 г.) сказано под 10 ч. сентября: «Лукий поминаемый в том же (к Римлянам) послании, ин есть от благовестника Луки, и был в Лаодикии Сирстей епископ, добре упасе паству и с миром почил о Господе» (л. 12). Память ап. Лукия в православной церкви 10 сент. а также 4 января в соборе св. 70 апостолов; у католиков — 6 мая (или 7).